# Indonesische Fußballnationalmannschaft/Weltmeisterschaften
Der Artikel beinhaltet eine ausführliche Darstellung der indonesischen Fußballnationalmannschaft bei Weltmeisterschaften. Indonesien nahm nur einmal – noch als Niederländisch-Indien – und als erste asiatische Mannschaft an einer WM-Endrunde teil und ist die einzige Mannschaft, die nur ein WM-Spiel bestritten hat. In der ewigen Tabelle der WM-Endrundenteilnehmer belegt Indonesien den 73. Platz.

## Überblick

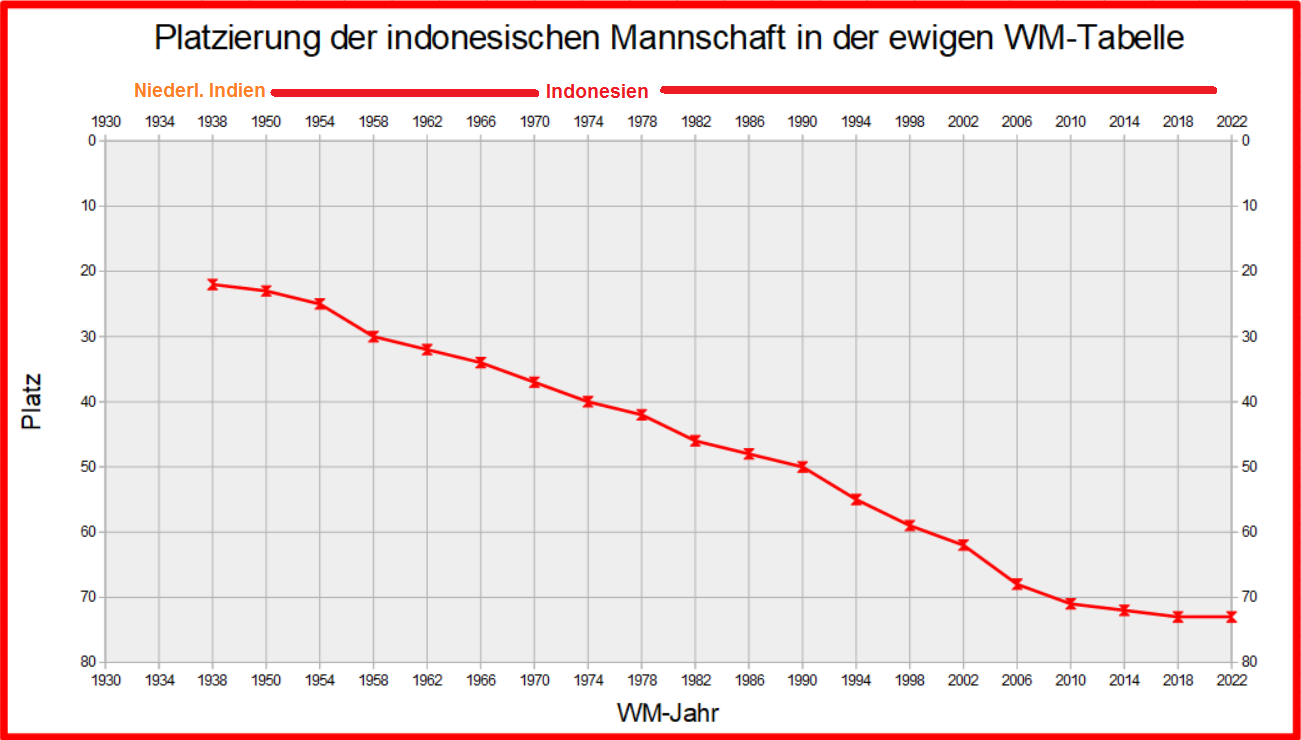
Platzierung der niederländisch-indischen und indonesischen Mannschaft in der ewigen WM-Tabelle

| Jahr | Gastgeberland  | Teilnahme bis …    | Letzte(r) Gegner | Ergebnis | Trainer                  | Bemerkungen und Besonderheiten |
| ---- | -------------- | ------------------ | ---------------- | -------- | ------------------------ | --- |
| 1930 | Uruguay        | nicht teilgenommen |                  |          |                          | |
| 1934 | Italien        | nicht teilgenommen |                  |          |                          | |
| 1938 | Frankreich     | Achtelfinale       | Ungarn           | 15.      | Johannes van Mastenbroek | als Niederländisch-Indien |
| 1950 | Brasilien      | Zurückgezogen      |                  |          |                          | |
| 1954 | Schweiz        | nicht teilgenommen |                  |          |                          | |
| 1958 | Schweden       | Zurückgezogen      |                  |          |                          | In der Qualifikation zurückgezogen, da Indonesien gegen Israel nur auf neutralem Boden spielen wollte, was die FIFA ablehnte. |
| 1962 | Chile          | nicht teilgenommen |                  |          |                          | |
| 1966 | England        | nicht teilgenommen |                  |          |                          | |
| 1970 | Mexiko         | nicht teilgenommen |                  |          |                          | |
| 1974 | Deutschland    | nicht qualifiziert |                  |          |                          | In der Qualifikation an Australien gescheitert. |
| 1978 | Argentinien    | nicht qualifiziert |                  |          |                          | In der Qualifikation in der 1. Runde an Hongkong gescheitert, das sich aber auch nicht qualifizieren konnte. |
| 1982 | Spanien        | nicht qualifiziert |                  |          |                          | In der Qualifikation in der 1. Runde an Neuseeland gescheitert. |
| 1986 | Mexiko         | nicht qualifiziert |                  |          |                          | In der Qualifikation im Ostasien-Halbfinale an Südkorea gescheitert. |
| 1990 | Italien        | nicht qualifiziert |                  |          |                          | In der Qualifikation in der 1. Runde an Nordkorea gescheitert, das sich aber auch nicht qualifizieren konnte. |
| 1994 | USA            | nicht qualifiziert |                  |          |                          | In der Qualifikation wieder in der 1. Runde an Nordkorea gescheitert, das sich aber auch wieder nicht qualifizieren konnte. |
| 1998 | Frankreich     | nicht qualifiziert |                  |          |                          | In der Qualifikation in der 1. Runde an Usbekistan gescheitert, das sich aber ebenfalls nicht qualifizieren konnte. |
| 2002 | Südkorea/Japan | nicht qualifiziert |                  |          |                          | In der Qualifikation in der 1. Runde an China gescheitert. |
| 2006 | Deutschland    | nicht qualifiziert |                  |          |                          | In der Qualifikation in der 2. Runde an Saudi-Arabien gescheitert. |
| 2010 | Südafrika      | nicht qualifiziert |                  |          |                          | In der Qualifikation in der 2. Runde an Syrien gescheitert, das sich ebenfalls nicht qualifizieren konnte. |
| 2014 | Brasilien      | nicht qualifiziert |                  |          |                          | In der Qualifikation traf Indonesien in der 3. Runde auf den Iran, Katar und Bahrain und konnte sich gegen die vorderasiatischen Mannschaften nicht durchsetzen. |
| 2018 | Russland       | ausgeschlossen     |                  |          |                          | Für die Qualifikation war die Mannschaft zunächst direkt für die zweite Runde qualifiziert und sollte gegen den Irak, die Republik China (Taiwan), Thailand und Vietnam spielen. Im Juni 2015 wurde Indonesien aber von der FIFA in Absprache mit dem AFC ausgeschlossen, da sich die indonesische Regierung in Verbandsangelegenheiten eingemischt hatte. |
| 2022 | Katar          | nicht qualifiziert |                  |          |                          | Nach fünf Niederlagen in der 2. Qualifikationsrunde ohne Chance die 3. Qualifikationsrunde zu erreichen |

Statistik (Angaben inkl. 2022: 22 Weltmeisterschaften, Prozentangaben gerundet)
- Sportliche Qualifikation: 0× (0 %)
- Keine Teilnahme: 6× (27,2 %; 1930, 1934, 1954, 1962, 1966 und 1970)
- Ausgeschlossen: 1× (4,5 %; 2018)
- Zurückgezogen: 2× (9,1 %; 1950 und 1958)
- Nicht qualifiziert: 12× (54,5 %; 1974, 1978, 1982, 1986, 1990, 1994, 1998, 2002, 2006, 2010, 2014 und 2022)
- Teilnahme ohne Qualifikation: 1× (4,5 %; 1938)
  - Achtelfinale (1. Runde): 1× (4,5 %; 1938)

## WM-Turniere

### Weltmeisterschaften 1930 und 1934
Die Football Association of Indonesia war zwar bereits am 19. April 1930 gegründet worden, obwohl Indonesien noch bis 1949 als Niederländisch-Indien (manchmal auch „Niederländisch-Ostindien“ genannt) unter niederländischer Herrschaft stand. Das erste Länderspiel wurde aber erst am 13. Mai 1934 ausgetragen. Daher nahm Niederländisch-Indien noch nicht an der ersten WM teil und auch 1934 verzichtete man auf die Teilnahme.

### Weltmeisterschaft 1938
Neben Niederländisch-Indien meldete sich mit Japan lediglich eine weitere asiatische Mannschaft für die Qualifikation zur WM in Frankreich. Da Japan seine Teilnahme wieder zurückzog, qualifizierte sich Niederländisch-Indien ohne Qualifikationsspiel für die WM.
In Frankreich traf die Mannschaft in ihrem ersten WM-Spiel und ersten Spiel außerhalb Asiens in Reims auf Ungarn. Es war erst das vierte Spiel für sie, wogegen die Ungarn bereits mehr als 200 Spiele bestritten hatten. Niederländisch-Indien verlor mit 0:6 und damit war die WM für die Mannschaft nach einem Spiel beendet. Es blieb bislang das einzige WM-Spiel der Indonesier. Bis 1951 bestritten die Indonesier auch kein weiteres Spiel.

### Weltmeisterschaft 1950
Für die erste WM-Qualifikation nach dem Zweiten Weltkrieg hatten vier Mannschaften aus Asien gemeldet, darunter das mittlerweile unabhängige Indonesien. Die Qualifikation sollte in zwei Runden ausgetragen werden, aber nachdem alle Teams außer Indien ihre Qualifikation zurückgezogen hatten, war Indien kampflos für die WM-Endrunde qualifiziert gewesen. Später verzichtete aber auch Indien auf sein Startrecht, da die Spieler nicht barfuß spielen durften.

### Weltmeisterschaft 1954
An der Qualifikation zur WM in der Schweiz nahm Indonesien auch nicht teil. Für Asien qualifizierte sich erstmals Südkorea.

### Weltmeisterschaft 1958
An der Qualifikation für die WM in Schweden nahmen die Indonesier dann teil. Am 12. Mai 1957 bestritten sie in Jakarta ihr erstes WM-Qualifikationsspiel und gewannen gegen die Volksrepublik China, die auch erstmals an der Qualifikation teilnahm, mit 2:0. Drei Wochen später unterlagen sie in Peking mit 3:4. Da die erzielten Tore zunächst keine Rolle spielten und der andere Gruppengegner, die Republik China zurückgezogen hatte, gab es ein drittes Spiel in Rangun, das torlos endete. Indonesien wurde dann erst aufgrund der erzielten Tore zum Sieger erklärt. In der Finalrunde sollten dann Indonesien, Israel, der Sudan und Ägypten, die teilweise kampflos diese Runde erreicht hatten, um den asiatischen WM-Startplatz spielen. Im Zuge des Nahostkonfliktes weigerten sich der Sudan und Ägypten, gegen Israel anzutreten. Indonesien dagegen wollte nur auf neutralem Boden spielen, was die FIFA ablehnte. Da Israel die einzige Mannschaft war, die die Bedingungen der FIFA akzeptierte, aber nicht ohne Qualifikationsspiel an der WM teilnehmen sollte, wurde den Israelis aus der Gruppe der europäischen und südamerikanischen Mannschaften, die nur Gruppenzweite geworden waren und daran noch Interesse hatten, ein Gegner zugelost. Das Los fiel auf Wales. Die Waliser nutzten diese zweite Chance und qualifizierten sich dadurch zum bisher einzigen Mal für die WM. Eine asiatische Mannschaft war daher 1958 bei der Endrunde nicht vertreten.

### Weltmeisterschaften 1962 bis 1970
An den Qualifikationen für die Weltmeisterschaften in Chile, England und Mexiko nahm Indonesien nicht teil.

### Weltmeisterschaft 1974
In der Qualifikation zur Ermittlung des Asien-Ozeanien-Vertreters der WM 1974 in der Bundesrepublik Deutschland nahmen die Indonesier dann wieder teil. In der ersten Runde mussten sie bei einem Turnier in Australien gegen Australien, den Irak und Neuseeland antreten. Mit nur einem Sieg, bei zwei Unentschieden und drei Niederlagen belegten sie nur den dritten Platz und schieden damit aus. Australien setzte sich dann im weiteren Verlauf durch und qualifizierte sich als erste ozeanische Mannschaft für die WM-Endrunde.

### Weltmeisterschaft 1978
In der ersten Qualifikationsrunde konnte sich Indonesien nicht gegen Hongkong, Singapur, Malaysia und Thailand durchsetzen. Indonesien gewann nur das letzte Spiel gegen Singapur, das für sie schon bedeutungslos war. Gruppensieger Hongkong scheiterte dann in der letzten Runde.

### Weltmeisterschaft 1982
In der Qualifikation zur WM in Spanien waren in der ersten Runde Neuseeland und Australien stärker. Nur die Republik China (Taiwan) und Fidschi, das erstmals teilnahm, landeten mit einem Punkt weniger hinter Indonesien. Dabei gewann Indonesien nur die Heimspiele gegen die Republik China und Australien und erreichte gegen Fidschi zwei Unentschieden. Gruppensieger Neuseeland konnte sich dann im weiteren Verlauf der Qualifikation erstmals für die WM-Endrunde qualifizieren.

### Weltmeisterschaft 1986
In der Qualifikation für die zweite WM in Mexiko konnte sich je eine ost- und westasiatische Mannschaften qualifizieren. Indonesien traf in der Ostasienqualifikation in der ersten Runde auf Indien, Thailand und Bangladesch, das erstmals teilnahm. Mit vier Siegen und je einem Remis und einer Niederlage wurden die Indonesier Gruppensieger. Im Halbfinale der Ostasiengruppe verloren sie dann aber zweimal gegen Südkorea, das sich im Finale gegen Japan als Vertreter Ostasiens für die WM-Endrunde in Mexiko qualifizierte.

### Weltmeisterschaft 1990
In der Qualifikation für die zweite WM in Italien konnte sich Indonesien in der 1. Gruppenphase nicht gegen Nordkorea durchsetzen und belegte hinter Japan und vor Hongkong nur Platz 3. Dabei wurde nur das Spiel gegen Hongkong gewonnen, zwei Spiele verloren und dreimal unentschieden gespielt.

### Weltmeisterschaft 1994
In der Qualifikation für die WM in den USA konnte sich Indonesien in der 1. Runde bei Turnieren in Katar und Singapur nicht gegen Nordkorea, Katar, Singapur, und Vietnam durchsetzen. Indonesien gewann nur ein Spiel gegen Vietnam und verlor alle sieben restlichen Spiele. Gruppensieger Nordkorea scheiterte dann im Final-Turnier als Gruppenletzter.

### Weltmeisterschaft 1998
In der Qualifikation für die zweite WM in Frankreich scheiterte Indonesien wieder in der ersten Runde, diesmal an Usbekistan, das zum ersten Mal teilnahm, und dem Jemen. Kambodscha, das ebenfalls zum ersten Mal teilnahm und gegen das der einzige Sieg gelang, spielte keine Rolle.

### Weltmeisterschaft 2002
Etwas besser verlief die Qualifikation für die erste WM in Asien, die in Japan und Südkorea ausgetragen wurde. Hinter China wurde in der 1. Runde immerhin der 2. Platz vor den Malediven und erneut Kambodscha belegt. Verspielt wurde die Qualifikation durch die Niederlagen gegen China, die vier anderen Spiele wurden gewonnen. China konnte sich dann in der zweiten Runde erstmals für die WM-Endrunde qualifizieren.

### Weltmeisterschaft 2006
In der Qualifikation für die zweite WM in Deutschland war Indonesien per Freilos direkt für die erste Hauptrunde qualifiziert. Dort konnte sich Indonesien in der Gruppe 8 der Asien-Zone nicht gegen Saudi-Arabien und Turkmenistan durchsetzen. Lediglich zwei Spiele wurden gewonnen und zudem ein Unentschieden erreicht, aber drei Spiele verloren. Gruppensieger wurde Saudi-Arabien, das sich danach auch für die WM qualifizierte.

### Weltmeisterschaft 2010
In der Qualifikation für die erste WM in Afrika sollte Indonesien in der ersten Runde gegen Guam antreten, da Guam aber zurückzog, wurde kampflos die zweite Runde erreicht. In dieser endete die Qualifikation mit zwei Niederlagen (1:4 und 0:7) gegen Syrien. Syrien scheiterte danach in der dritten Runde.

### Weltmeisterschaft 2014
In der Qualifikation für die zweite WM in Brasilien setzte sich Indonesien in der zweiten Runde nach einem 1:1 in Turkmenistan mit 4:3 im Heimspiel gegen die Turkmenen durch. Dabei musste man aber nach 4:1-Führung noch die Treffer zum 4:2 und 4:3 hinnehmen. In der 3. Runde wurden dann alle sechs Spiele gegen den Iran, Katar und Bahrain verloren, so dass nur der letzte Gruppenplatz belegt wurde.

### Weltmeisterschaft 2018
Im Juni 2015 wurde Indonesien von der FIFA in Absprache mit dem AFC ausgeschlossen, da sich die indonesische Regierung in Verbandsangelegenheiten eingemischt hatte. Die Mannschaft konnte daher nicht an der Qualifikation teilnehmen.

### Weltmeisterschaft 2022
Indonesien musste erst in der zweiten Runde der Qualifikation antreten. Gegner waren Malaysia, Thailand, die Vereinigten Arabischen Emirate und Vietnam. Die Qualifikation begann für die Indonesier mit fünf Niederlagen im Herbst 2019, so dass sie keine Chance mehr hatten die dritte Runde zu erreichen. Aufgrund der COVID-19-Pandemie fanden im Jahr 2020 keine Spiele statt. Im März 2021 sollte die Qualifikation dann fortgesetzt werden. Letztlich ging es erst im Juni 2021 weiter. Indonesien konnte in den letzten Drei Spielen nur einen Punkt gewinnen und wurde Gruppenletzter. Aus der Gruppe konnte sich dann aber keine Mannschaft für die WM qualifizieren.

### Weltmeisterschaft 2026
Für die erste WM in drei Ländern – Kanada, Mexiko und den USA – wurde die Zahl der Teilnehmer auf 48 erhöht und den asiatischen Mannschaften drei feste Plätze mehr zugestanden, so dass sich nun acht AFC-Mitglieder direkt qualifizieren können. Eine weitere asiatische Mannschaft nimmt am WM-Play-off-Turnier im März 2026 teil. Indonesien stieg erst in der zweiten Runde in die Qualifikation ein, die zwischen November 2023 und Juni 2024 in Hin- und Rückspielen ausgetragen wurde. Als Gruppenzweiter hinter dem Irak und vor Vietnam und den Philippinen qualifizierte sich Indonesien für die dritte Runde der Qualifikation. Mit einem vierten Platz in einer Sechsergruppe verpasste das indonesische Team zwar die vorzeitige direkte Qualifikation, erreichte jedoch die vierte Qualifikationsrunde mit den Gruppendritten und -vierten, die in zwei Dreiergruppen zwei weitere direkt qualifizierte Teilnehmer an der Weltmeisterschaft ausspielen.

## Spiele
Indonesien bestritt als einzige Mannschaft bisher nur ein WM-Spiel. Da zu der Zeit noch keine Auswechslungen erlaubt waren, kamen nur 11 Spieler zum Einsatz, die damit alle nur ein WM-Spiel bestritten haben. Die Niederlage gegen Ungarn ist die einzige gegen Ungarn. Kapitän des Spiels war Frans Alfred Meeng.
| Alle WM-Spiele |            |        |          |              |   |                |                                 |
| Nr.            | Datum      | Gegner | Ergebnis | Anlass       |   | Austragungsort | Bemerkungen                     |
| 1.             | 05.06.1938 | Ungarn | 0:6      | Achtelfinale | * | Reims (FRA)    | Erstes Länderspiel gegen Ungarn |

## Negativrekorde
- Indonesien hat im Schnitt die meisten Gegentore bekommen: 6 pro Spiel.
- Indonesien gehört zu den vier Mannschaften, die bisher noch kein WM-Tor erzielen konnten.